# Jože Vrtovec
Jože Vrtovec, slovenski zobozdravnik, * 27. februar 1933, Maribor.

## Življenje in delo
Rodil se je v družini mariborskega zdravnika Josipa Vrtovca. Po osnovni šoli, ki jo je obiskoval v Mariboru, Črnem Vrhu nad Idrijo in Gorici je tu končal gimnazijo in v Padovi študiral zobozdravstvo.   Diplomiral je 28. februarja 1959 na Univerzi v Padovi. Po končanem študiju je leta 1961 opravil še specializacijo iz stomatologije in ortodontike. 
Služboval je v zasebnih zobozdravstvenih ambulantah v okilici Padove, bil nato asistent na Stomatološki univerzitetni kliniki v Padovi (1961-1964) ter občasni član zdravnikov civilne mornarice v vzhodnem Sredozemlju. Od 1964 je opravljal svoj poklic v Trstu in Gorici, od 1975 dalje pa samo v Gorici. Navezal je tesne stike s Stomatološko kliniko v Ljubljani ter z njo sodeloval na implatološkem področju, saj se je za to dejavnost zanimal že od leta 1965.